# Soyuz TMA-22
Soyuz TMA-22 foi uma missão do programa Soyuz à Estação Espacial Internacional. 111º voo de uma nave Soyuz, com o encerramento do programa dos ônibus espaciais pela NASA, as naves russas tornaram-se as únicas naves tripuladas a transportarem astronautas e cosmonautas integrantes das missões permanentes em órbita na ISS, até que o novo programa tripulado da agência espacial norte-americana entre em operação.

## Tripulação
| Posição             | Astronauta        |
| ------------------- | ----------------- |
| Comandante          | Anton Shkaplerov  |
| Engenheiro de voo 1 | Anatoli Ivanishin |
| Engenheiro de voo 2 | Daniel Burbank    |

## Parâmetros da Missão
- Massa: 7.200 kg
- Perigeu: 376 km
- Apogeu: 410 km
- Inclinação: 51,60°
- Período orbital: 92,40 minutos

## Missão
A nave levou à estação os integrantes da Expedição 29, Daniel Burbank, Anton Shkaplerov e Anatoli Ivanishin e permaneceu acoplada à ISS por toda a duração da Expedições 29 e 30 como nave de escape de emergência. Está foi a última missão das naves tipo TMA, que a partir deste voo passaram a ser substuídas pelas mais modernas Soyuz TMA-M, que já fizeram dois voos anteriores para teste de avaliação e desempenho.
Programada para lançamento em 12 de setembro de 2011, a missão foi adiada por dois meses devido à falha no lançamento da Progress M-12M, nave não-tripulada usada para reabastecimento das tripulações a bordo da ISS, ocorrida em 24 de agosto, sendo lançada apenas em 14 de novembro do Cosmódromo de Baikonur. Retornou à Terra em 27 de abril de 2012, pousando com os três tripulantes nas estepes do Casaquistão.
A nave foi lançada da Plataforma Gagarin ou Plataforma Nº1 (Площадка №1, Ploshchadka No. 1) - de onde Yuri Gagarin foi lançado para o primeiro voo espacial tripulado em 1961, e ainda em operação - em Baikonur às 04:14:03 UTC de 14 de novembro de 2011, com o comandante Shkaplerov, em seu primeiro voo espacial, ao centro, secundado nos assentos adjacentes por Burbank, norte-americano veterano da NASA e comandante da Expedição 29, e Ivanishin, russo também em seu primeiro voo espacial.
Lançada acoplada no topo do foguete Soyuz-FG, a missão teve início sob duras condições climáticas, sob neve e temperatura de -5ºC, mas mesmo assim dentro dos parâmetros de segurança para lançamentos de Baikonur. O foguete seguiu uma trajetória ascendente normal, inserindo a TMA-22 em órbita nove minutos depois, quando a tripulação liberou os painéis solares e antenas de comunicação, como planejado.
A acoplagem no módulo Poisk foi feita dois dias depois, em 16 de novembro, a 400 km de altitude sobre o Oceano Pacífico, sendo a tripulação recebida na ISS pelos integrantes anteriores, Michael Fossum, Sergei Volkov e Satoshi Furukawa. A nave permaneceu acoplada à ISS durante toda a duração da Expedição 29, servindo como nave de escape para casos de emergência.

## Retorno
A Soyuz TMA-22 desacoplou da ISS às 08:15 (GMT) de 27 de abril de 2012, trazendo em seu interior  Burbank, Shkaplerov e Ivanishin e pousou nas proximidades de Arkalyk, no Cazaquistão, às 11:45 (GMT), trés horas após a desacoplagem, encerrando seu voo e a Expedição 30.

## Galeria

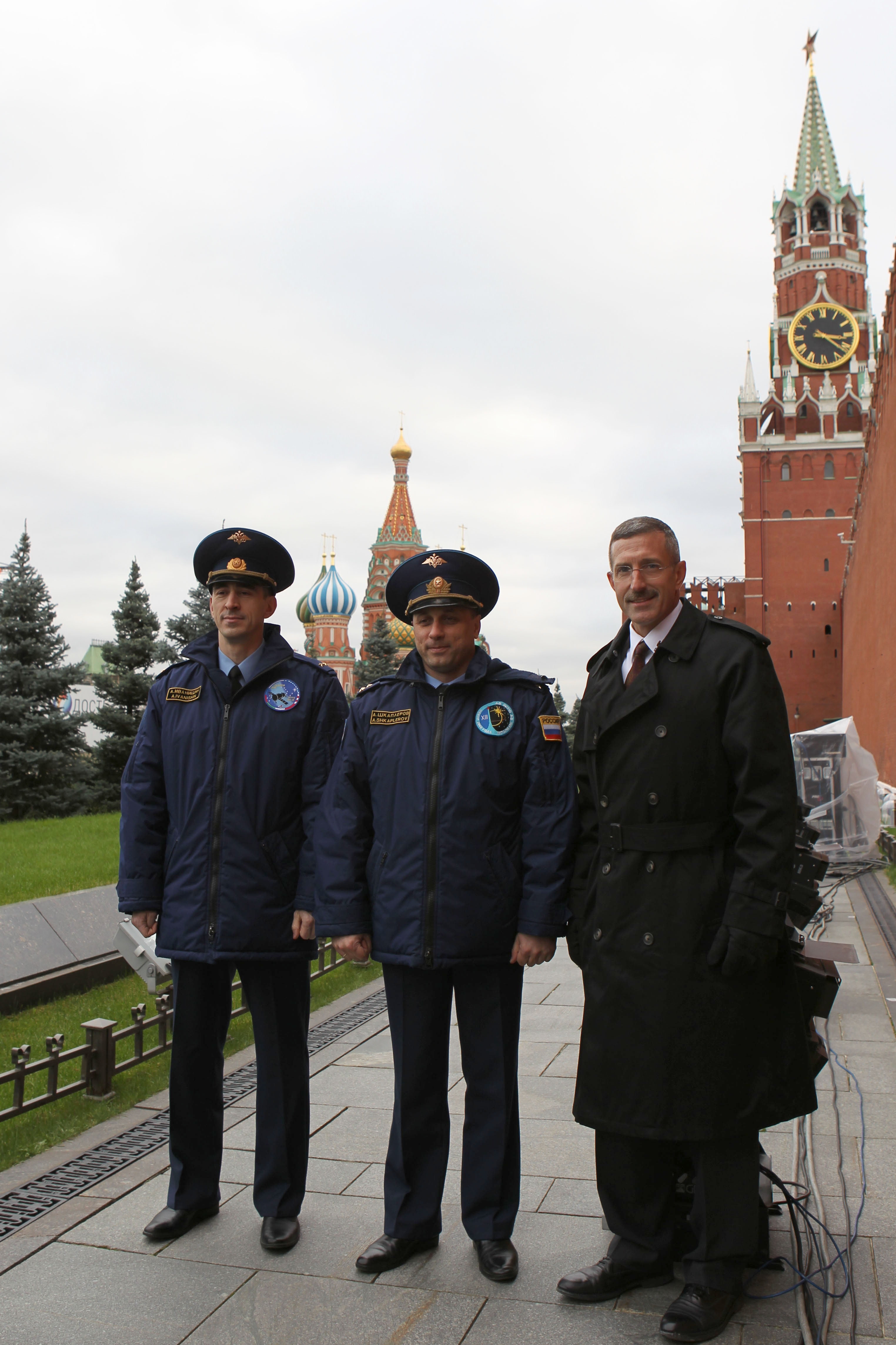
A tripulação da TMA-22 em visita oficial à Praça Vermelha, em Moscou.
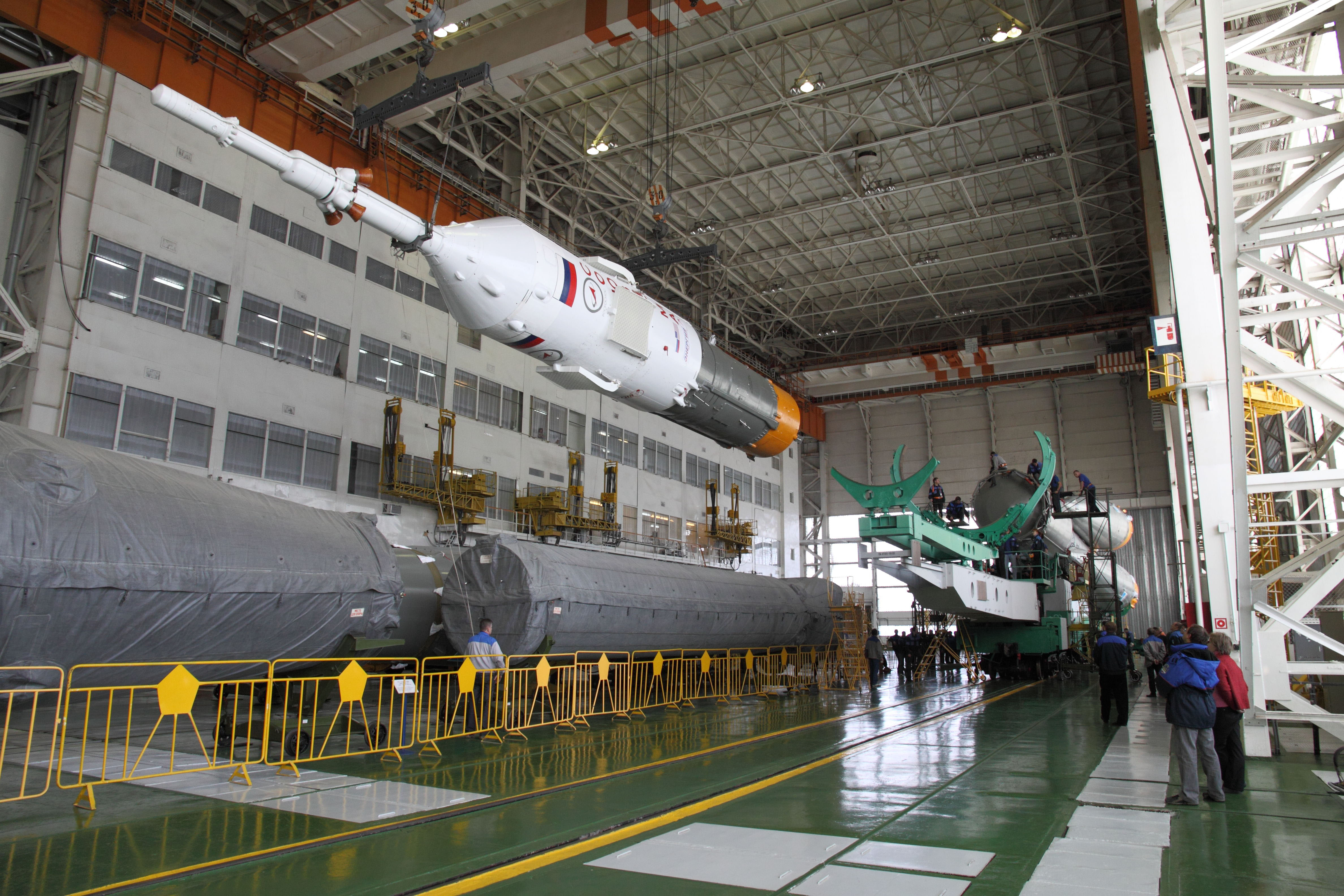
A TMA-22 sendo montada no foguete em Baikonur.
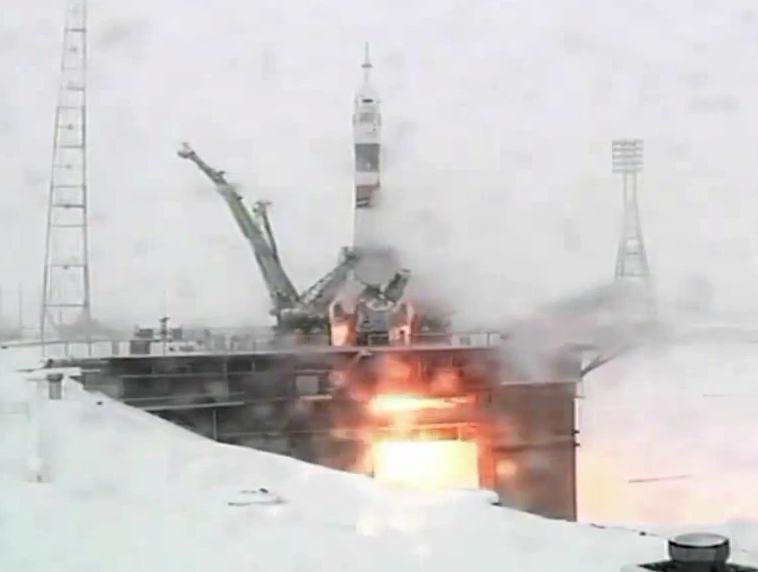
Lançamento sob neve em 14 de novembro, no Cosmódromo de Baikonur.
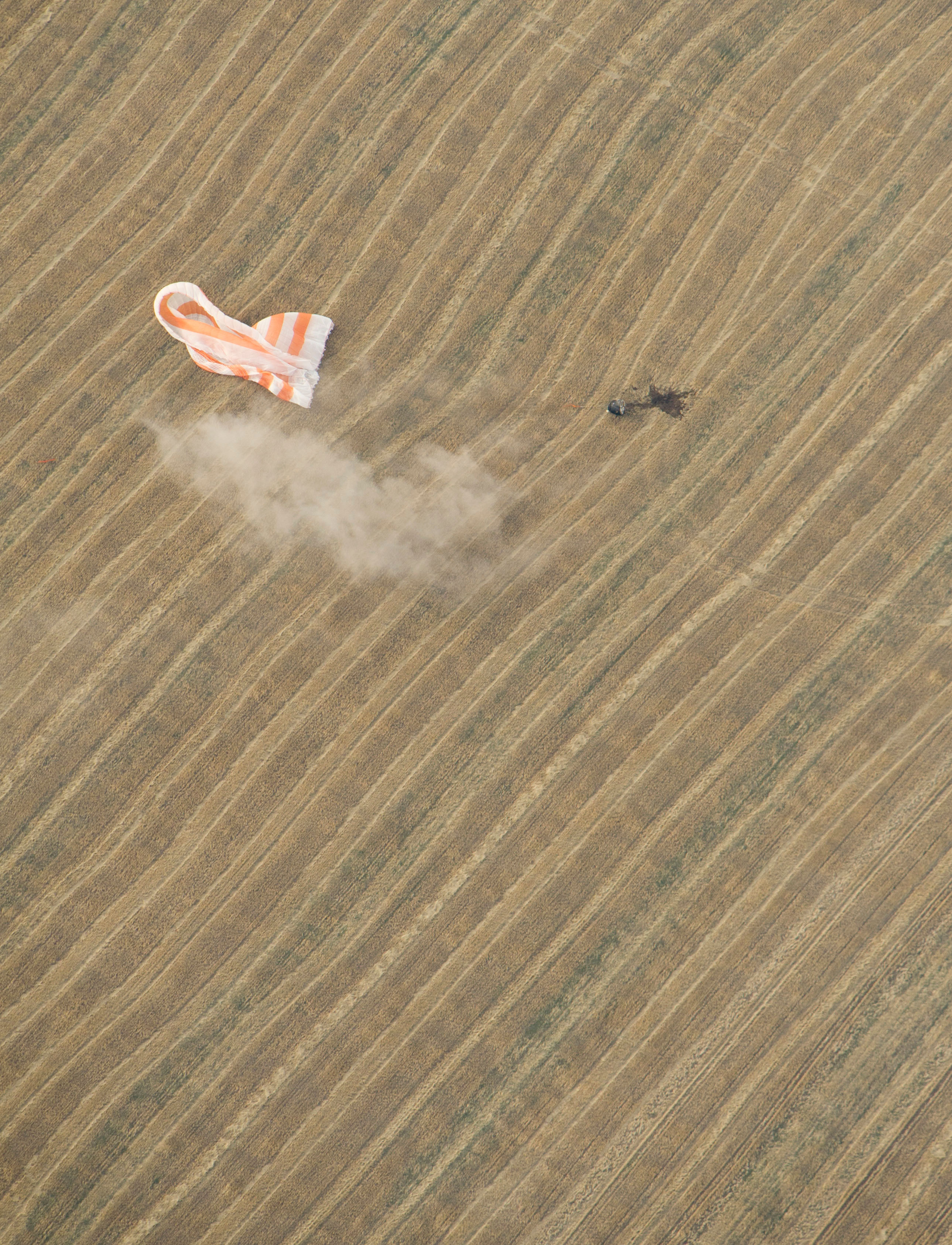
A cápsula logo após o pouso.
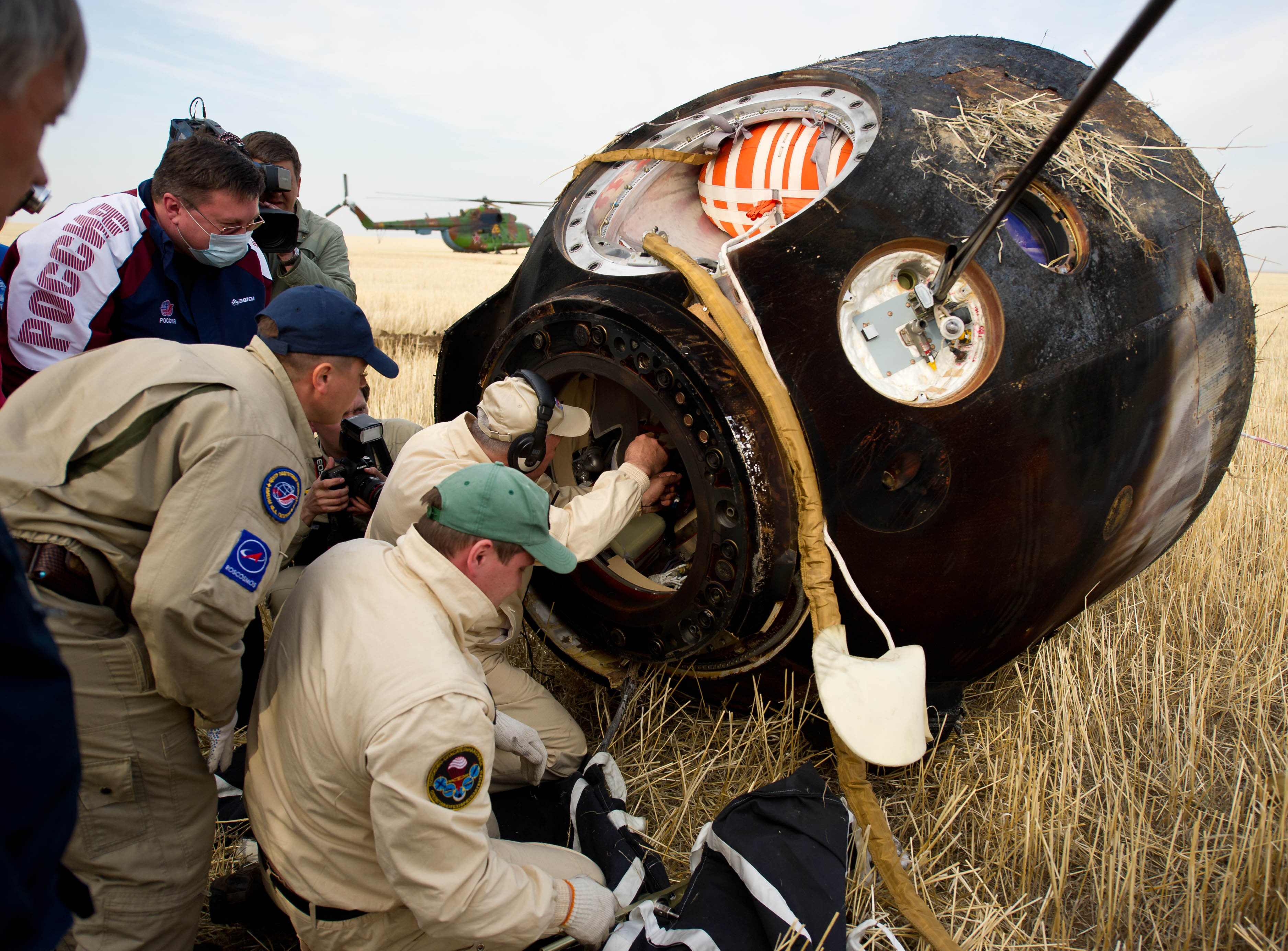
Os três astronautas sendo ajudados a deixar a cápsula pelo pessoal de apoio em Terra.